# Jean Raymond Charles Bourke
Pour les articles homonymes, voir Bourke (homonymie).
Jean Raymond Charles Bourke, né le 12 août 1772 à Lorient dans le Morbihan et mort le 29 août 1847 à Plœmeur, dans ce même département, est un général français de la Révolution et de l’Empire.

## Biographie
Bourke entre au service le 10 janvier 1788 comme cadet-gentilhomme dans le régiment de Walsh infanterie (brigade irlandaise). Nommé sous-lieutenant le 10 juillet suivant (il n'a alors que 16 ans) dans le même régiment, il fait partie, la même année, de l'expédition de Cochinchine, et continue de servir dans les Indes jusqu'en 1790. 

### Officier de l'armée révolutionnaire française
En novembre 1791, il part pour Saint-Domingue et reçoit le 12 août un coup de feu à la poitrine en défendant le poste de Genton. Nommé lieutenant le 5 septembre et capitaine le 3 novembre 1792 dans son régiment, devenu le 92e régiment d'infanterie de ligne, il est destitué le 21 décembre par les commissaires civils (Polverel et Sonthonax), et déporté de Saint-Domingue avec Blanchelande, d'Esparbès et une soixantaine d'officiers.
Un décret de la Convention nationale, du 30 mai 1793, déclare qu'il n'y a pas lieu à les poursuivre. Il attend à Bordeaux, dans les fonctions de son grade, à la suite de l'état-major de la place, un embarquement pour l'Amérique, lequel n'a pas lieu. Employé comme adjoint provisoire aux adjudants-généraux de l'armée des côtes de Cherbourg, il rentre comme capitaine dans le 92e régiment dans le mois de brumaire an IV et fait avec lui les campagnes des ans IV et V à l'armée de l'Ouest.

#### Expédition de Saint-Domingue (1801-1802)
Chef de bataillon provisoire le 6 fructidor an VI au régiment d'O'Méara de la brigade étrangère, organisé par le général Hoche pour l'expédition d'Irlande, le bâtiment qui doit l'y mener, commandé par le capitaine de vaisseau Jean-Baptiste-François Bompart, est pris par les Anglais. 
Bourcke rentre en France sur parole et est mis au traitement de réforme le 7 nivôse an VII. Adjoint à l'état-major de l'armée de l'Ouest le 20 floréal an VIII, il remplace en l'an IX le général Humbert dans le commandement supérieur de Lorient, Port-Louis (Morbihan) et l'Arrondissement de Lorient.
La paix d'Amiens a rendu à Bourke son entière liberté et celui-ci peut reprendre son service actif. Il fait partie, au mois de brumaire an X, de l'armée expéditionnaire de Saint-Domingue. Au moment du débarquement, il contribue puissamment, avec 300 hommes de marine, à la prise du Port-de-Paix. À la suite de cette affaire (10 pluviôse), il devient premier aide de camp du général en chef Leclerc. La même année, il commande l'avant-garde du corps d'armée du général Debelle et reçoit un coup de baïonnette au bas-ventre à la première attaque de la Crête-à-Pierrot. À la seconde, il est chargé de diriger la marche de la division Boudet et commande la réserve de l'armée, ayant sous ses ordres Pétion, depuis président de la république haïtienne. Après la prise de la Crête-à-Pierrot et l'accomplissement d'une mission auprès du commandant des forces anglaises à la Jamaïque, Bourke, qui est chef de brigade depuis le 24 messidor an X, est blessé le 11 vendémiaire an XI, à l'attaque de la ville du Cap par les noirs révoltés.

### Général de l'Empire
De retour en France le 27 nivôse an XI, et choisi, le 11 fructidor, pour aide de camp par le général Davout, il prend part en cette qualité à toutes les affaires de la flottille française qui ont lieu entre Flessingue et Ambleteuse, notamment à celle du Cap Gris-Nez, au mois de messidor an XIII. Membre et officier de la Légion d'honneur les 4 germinal et 25 prairial an XII, il obtient le grade d'adjudant-commandant le 25 fructidor an XIII.
Pendant la campagne d'Autriche en 1805, à la tête de 100 chevaux, il culbute les Russes et leur prend deux pièces de canon. Lors de la bataille d'Austerlitz, avec une partie du 15e léger, il contient les efforts de l'ennemi pour prendre en flanc la droite de l'armée française. Dans la campagne de Prusse, le 12 octobre 1806, il pénètre à la tête de 100 chevaux dans la ville de Naünbourg, enlève un équipage de pont sur la Saale et porte les postes de cavalerie légère jusqu'à Freiberg. Le 14, à la bataille d'Auerstaedt, il enlève à l'ennemi 11 dragons et un officier supérieur, et le même jour il reçoit une balle qui lui traverse le poignet. Il combat à Eylau et à Friedland, avant d'être nommé commandeur de la Légion d'honneur le 7 juillet 1807.
Il n'a pas encore quitté l'Allemagne quand l'Autriche, en 1809, oblige Napoléon Ier à reprendre les armes. Le 19 avril, pendant le combat de Thann, Bourke commande une partie du 48e, le seul régiment qui reste en réserve. Le 23, à deux heures du matin, il conduit les grenadiers des 25e et 85e régiments de ligne à l'assaut de la place de Ratisbonne, et après avoir occupé la ville une heure, l'ennemi le culbute et le rejette sur l'escarpe. Dans un second assaut, il parvient à s'emparer d'une porte de la ville, et 3 000 Autrichiens tombent en son pouvoir. Il devient général de brigade sur le champ de bataille de Wagram, où il a deux chevaux tués sous lui.
Après cette campagne, envoyé en toute hâte à Anvers contre les Anglais débarqués dans l'île de Walcheren, il entre le 15 novembre, à la tête de sa brigade, dans le fort de Bath, puis à Flessingue le 15 décembre suivant.
Passé en Espagne en 1808, il commande en chef à l'affaire de Lumbier, où il met en déroute les bandes de Mina. Attaché ensuite à l'armée d'Aragon, il contribue puissamment à l'investissement de Valence le 26 décembre 1811. Nommé gouverneur de Lérida et chargé des opérations militaires dans la Haute-Catalogne, il est blessé d'un coup de feu à la tête et d'une balle au genou à l'affaire de Roda contre le baron d'Eroles, le 5 mai 1812.
En 1813, il fait la campagne de Saxe, reçoit le titre de chevalier de Saint-Henri de Saxe le 25 août, le grade de général de division le 7 novembre et le gouvernement de Wesel par décret du 17 novembre. Assiégé dans cette place, il s'y défend jusqu'au 18 avril 1814 et ramène en France toute sa garnison et 40 bouches à feu.

### L'expédition d'Espagne
Mis en non-activité à cette époque, et fait chevalier de l'ordre de Saint-Louis le 19 juillet, gouverneur des places de Givet et de Charlemont le 17 mai 1815, il se maintient dans celle de Givet contre les attaques de l'armée prussienne et ne la remet qu'en exécution des traités de Paris de 1814 et de celui de 1815.
Placé de nouveau en non-activité le 1er août 1815, il passe le 6 octobre 1819 au commandement de la 10e division militaire. Nommé le 21 avril 1820 inspecteur-général d'infanterie, le roi le crée comte la même année. Pendant l'expédition d'Espagne en 1823, il commande, sous le maréchal Oudinot, la 2e division du 1er corps. Il s'empare, le 7 avril, du port du Passage et de Fontarabie ; conduit l'attaque de San Sebastián des 9 et 10 avril, et enlève le 15 juillet toutes les positions qui entourent et dominent La Corogne, qu'il oblige, le 13 août, à capituler. Cette campagne fait pleuvoir sur lui les honneurs et les dignités. 
Il est cité à l'ordre du jour avec sa division et reçoit la décoration de commandeur de Saint-Louis le 21 mai suivant. Grand officier de la Légion d'honneur le 24 août, pair de France le 9 octobre, le roi d'Espagne le fait le 4 novembre grand-croix de l'ordre royal de Saint-Ferdinand. Le 7 avril 1824, l'empereur de Russie lui envoie le cordon de l'ordre de Saint-Alexandre Nevski. 
Avec la campagne d'Espagne se termine, à bien dire, sa vie active : car, avant d'être placé dans le cadre de réserve, il se borne à remplir en 1829 les fonctions d'inspecteur-général d'infanterie. Placé dans le cadre de réserve en vertu de la loi du 4 août 1829, cela ne l'empêche pas d'être nommé le 29 octobre 1826, grand-croix de la Légion d'honneur. À la Chambre des pairs, il soutient le gouvernement royal jusqu'à la fin du règne de Charles X.
Il vit retiré à la campagne, dans la commune de Plœmeur, près de Lorient, lorsqu'il meurt le 29 août 1847. L'un des plus intrépides soldats de cette légion irlandaise qui comptait tant de braves et qui se montre si fidèle à la France, sa patrie adoptive, Bourke n'est pas un tacticien de premier ordre, mais son impétuosité le rend terrible dans un coup de main. Nul ne lui est supérieur comme officier d'avant-garde. Rien ne peut refroidir son ardeur, ni l'âge, ni les blessures, ni la richesse. Il aime la France avec passion et donne de nombreuses preuves de son patriotisme.

### Vie familiale
Jean Raymond Charles Bourke est le fils de Richard Bourke, écuyer et Marie-Jacquette Saint-John. Il descend de la famille irlandaise de Burgh, qui suit, en 1688, les Stuart en France après la défaite de la Boyne et le traité de Limerick.

## État de service
- Cadet-gentilhomme dans le régiment de Walsh-infanterie (brigade irlandaise) le 10 janvier 1788 ;
- Sous-lieutenant dans le même régiment le 10 juillet 1788 ;
- Lieutenant le 5 septembre 1792 ;
- capitaine dans son régiment, devenu le 92e régiment d'infanterie de ligne le 3 novembre 1792 ;
- Destitué le 21 décembre 1792 ;
- Adjoint provisoire aux adjudants-généraux de l'armée des côtes de Cherbourg ;
- Chef de bataillon au régiment d'O'Méara de la brigade étrangère le 6 fructidor an VI (23 août 1798) ;
- Mis au traitement de réforme le 7 nivôse an VII ;
- Adjoint à l'état-major de l'armée de l'Ouest le 20 floréal an VIII ;
- Commandant supérieur de Lorient, Port-Louis (Morbihan) et l'Arrondissement de Lorient en l'an IX ;
- Aide de camp du général en chef Leclerc ;
- Commandant de l'avant-garde du corps d'armée du général Debelle ;
- Chef de brigade le 24 messidor an X (13 juillet 1802) ;
- Aide de camp du général Davout le 11 fructidor an XI ;
- Adjudant-commandant le 25 fructidor an XIII (12 septembre 1805) ;
- Affecté à la Grande Armée de 1805 au 19 août 1810 ;
- Général de brigade le 23 juillet 1809 ;
- Affecté à l'armée d'Espagne du 19 août 1810 au 8 juin 1811 ;
- Commandant de la 2e brigade de la 1re division du corps d'observation de réserve en Espagne du 8 juin 1811 à novembre 1811 ;
- Affecté à l'armée d'Aragon de novembre 1811 au 5 mars 1812 ;
- Général de division le 7 novembre 1813 ;
- Gouverneur de Wesel du 17 novembre 1813 au 18 avril 1814 ;
- Gouverneur de Givet-Charlemont du 17 mai 1815 au 1er août 1815 ;
- Mis en non-activité le 1er août 1815 ;
- Inspecteur général d'infanterie dans les 11e, 12e, 20e et 21e divisions militaires du 16 juin 1819 au 6 octobre 1819 ;
- Commandant de la 10e division militaire du 6 octobre 1819 à décembre 1819 ;
- Inspecteur général d'infanterie dans les 1re et 2e divisions militaires du 21 avril 1820 au 31 décembre 1820 ;
- Membre de la Commission mixte des Règlements administratifs du 31 décembre 1820 au 1er février 1822 ;
- Inspecteur général d'infanterie dans la 8e division militaire du 4 juillet 1821 au 31 décembre 1821 ;
- Mis en disponibilité du 1er février 1822 au 12 février 1823 ;
- Commandant, sous le maréchal Oudinot, de la 2e division d'infanterie du 1er corps de l'armée des Pyrénées du 12 février 1823 à novembre 1823 ;
- Mis en disponibilité du 25 décembre 1823 au 23 juin 1824 ;
- Inspecteur général d'infanterie dans les 4e, 12e et 13e divisions militaires du 23 juin 1824 au 31 décembre 1824 ;
- Mis en disponibilité du 31 décembre 1824 au 17 mai 1826 ;
- Inspecteur général d'infanterie dans les 11e et 20e divisions militaires du 17 mai 1826 au 31 décembre 1826 ;
- Mis en disponibilité du 31 décembre 1826 au 6 mai 1829 ;
- Inspecteur général d'infanterie dans les 13e, 14e et 15e divisions militaires du 6 mai 1829 au 31 décembre 1829 ;
- Mis en disponibilité du 31 décembre 1829 au 12 août 1837 ;
- Mis en non-activité le 12 août 1837 ;
- Placé dans la section de réserve le 15 août 1839.

## Décorations
- Légion d'honneur[1] :
  - Légionnaire (4 germinal an XII), puis,
  - Officier (25 prairial an XII), puis,
  - Commandant (7 juillet 1807), puis,
  - Grand officier (24 août 1823), puis,
  - Grand-croix de la Légion d'honneur (29 octobre 1826) ;
- Ordre royal et militaire de Saint-Louis :
  - Chevalier (19 juillet 1814), puis,
  - Commandeur de l'Ordre royal et militaire de Saint-Louis (21 mai 1823) ;
- Chevalier de l'Ordre militaire de Saint-Henri de Saxe (25 août 1813) ;
- Grand-croix de l'Ordre royal de Saint-Ferdinand d'Espagne (4 novembre 1823) ;
- Chevalier de l'Ordre de Saint-Alexandre Nevski (7 avril 1824).

## Titres
- Baron de l'Empire (6 septembre 1808) ;
- Comte Bourke (1821) ;
- Comte Bourke de Burgh (7 mars 1824).

## Hommage, honneurs, mentions…
- Le nom de BOURCKE est gravé au côté Est (20e colonne) de l’arc de triomphe de l’Étoile, à Paris.

## Autres fonctions
- Pair de France (baron-pair le 9 octobre 1823, lettres patentes du 3 avril 1824).

## Armoiries
| Figure | Blasonnement |
|        | Armes des Bourke de Burgh Coupé d'or sur argent, à la croix de gueules, brochant sur le coupé, cantonnée au 1, d'un lion de sable et au 2 d'une main dextre appaumée de gueules. |
|        | Armes du baron Bourke et de l'Empire (décret du 19 mars 1808, lettres patentes du 16 septembre 1808 (Palais de Saint-Cloud)) D'or ; à la croix de gueules, cantonnée en chef à dextre d'un lion rampant de sable, et à sénestre du quartier des barons militaires., Livrées : jaune, rouge et noir nuancé. |
|        | Armes du comte Bourke, pair de France Coupé d'or sur hermine, à la croix de gueules, brochant sur le tout, cantonnée au 1, d'un lion de sable, armé et lampassé de gueules, et au 2 d'une main de sable.,                                                                                                  |